# EMI Music Australia
EMI Music Australia é uma gravadora da Austrália que faz parte da EMI Music. Essa gravadora está associado com a IFPI.